# (100398) 1995 YA7
(100398) 1995 YA7 es un asteroide perteneciente al cinturón de asteroides, descubierto el 16 de diciembre de 1995 por el equipo del Spacewatch desde el Observatorio Nacional de Kitt Peak, Arizona, Estados Unidos.

## Designación y nombre
Designado provisionalmente como 1998 UR39.

## Características orbitales
1995 YA7 está situado a una distancia media del Sol de 2,570 ua, pudiendo alejarse hasta 3,038 ua y acercarse hasta 2,102 ua. Su excentricidad es 0,182 y la inclinación orbital 3,012 grados. Emplea 1505 días en completar una órbita alrededor del Sol.

## Características físicas
La magnitud absoluta de 1995 YA7 es 15,6.